# Axonopus
Genre
Synonymes
- Anastrophus Schltdl.[2]
- Cabrera Lag.[2]
- Lappagopsis Steud.[2]

Axonopus est un genre de plantes monocotylédones de la famille des Poaceae, sous-famille des Panicoideae, originaire d'Amérique du Sud, qui comprend 89 espèces acceptées.

## Caractéristiques générales
Les espèces du genres Axonopus sont des plantes herbacées généralement vivaces, rarement annuelles, stolonifères ou cespiteuses. les tiges, dressées, peuvent atteindre de 15 à 100 cm de long et ont des entrenœuds creux ou pleins. Les feuilles, souvent groupée à la base, sans oreillettes, ont un limbe linéaire-lancéolé à ovale-lancéolé, plus ou moins large, plat ou plié.
L'inflorescence est composée de racèmes regroupant des épillets bisexués ou hermaphrodites. Elle est formée de ramifications principales spiciformes, rarement digitées, les ramifications primaires étant insérées tout autour de l'axe principal.
Les épillets fertiles, oblongs ou elliptiques, ou lancéolés, ou ovales, ou obovales, longs de 1,6 à 5,4 mm sont comprimés dorsoventralement. A maturité ils se détachent avec les glumes.
La glume supérieure, membraneuse, long par rapport à la lemme adjacente, non aristée, présente 4 à 5 nervures. La glume inférieure est généralement absente.
Les fleurons fertiles sont sous-tendus par une lemme entière, plus ferme que les glumes, lisse à striée, et une paléole relativement longue.
Ils comptent 2 lodicules libres, charnus et glabres, 3 étamines aux anthères non pénicillées et un ovaire glabre aux styles libres dès la base et 2 stigmates blancs ou rouges.
Le fruit est un caryopse petit, ellipsoïde, comprimé dorso-ventralement, au hile court et présentant un embryon relativement grand, sans épiblaste, avec une queue scutellaire et un entrenœud du mésocotyle allongé.

## Liste d'espèces
Selon The Plant List (29 mai 2018) :
- Axonopus amapaensis G.A.Black
- Axonopus anceps (Mez) C.L.Hitchc.
- Axonopus andinus G.A.Black
- Axonopus apricus G.A.Black
- Axonopus arcuatus (Mez) G.A.Black
- Axonopus argentinus Parodi
- Axonopus arsenei Swallen
- Axonopus aureus P.Beauv.
- Axonopus boliviensis Renvoize
- Axonopus brasiliensis (Spreng.) Kuhlm.
- Axonopus canescens (Nees) Pilg.
- Axonopus capillaris (Lam.) Chase
- Axonopus casiquiarensis Davidse
- Axonopus caulescens (Mez) Henrard
- Axonopus centralis Chase
- Axonopus chaseae G.A.Black
- Axonopus chimantensis Davidse
- Axonopus chrysoblepharis (Lag.) Chase
- Axonopus chrysostachyus (Schrad.) Pilg.
- Axonopus ciliatifolius Swallen
- Axonopus comans (Döll) Kuhlm.
- Axonopus comatus (Mez) Swallen
- Axonopus complanatus (Nees ex Trin.) Dedecca
- Axonopus compressus (Sw.) P.Beauv.
- Axonopus cuatrecasasii G.A.Black
- Axonopus debilis G.A.Black
- Axonopus deludens Chase
- Axonopus elegantulus (J.Presl) Hitchc.
- Axonopus eminens (Nees) G.A.Black
- Axonopus equitans Hitchc. & Chase
- Axonopus fastigiatus (Nees) Kuhlm.
- Axonopus fissifolius (Raddi) Kuhlm.
- Axonopus flabelliformis Swallen
- Axonopus flexuosus (Peter) Troupin
- Axonopus furcatus (Flüggé) Hitchc.
- Axonopus grandifolius Renvoize
- Axonopus herzogii (Hack.) Hitchc.
- Axonopus hirsutus G.A.Black
- Axonopus iridifolius (Poepp.) G.A.Black
- Axonopus jeanyae Davidse
- Axonopus jesuiticus (Araujo) Valls
- Axonopus junciformis G.A.Black
- Axonopus kuhlmannii G.A.Black
- Axonopus laxiflorus (Trin.) Chase
- Axonopus laxus Luces
- Axonopus leptostachyus (Flüggé) Hitchc.
- Axonopus longispicus (Döll) Kuhlm.
- Axonopus magallanesiae Gir.-Cañas
- Axonopus marginatus (Trin.) Chase ex Hitchc.
- Axonopus mathewsii (Mez) Hitchc.
- Axonopus mexicanus G.A.Black
- Axonopus micay García-Barr.
- Axonopus monticola G.A.Black
- Axonopus morronei Gir.-Cañas
- Axonopus obtusifolius (Raddi) Chase
- Axonopus oiapocensis G.A.Black
- Axonopus paschalis (Stapf) Pilg.
- Axonopus passourae G.A.Black
- Axonopus pellitus (Nees ex Trin.) Hitchc. & Chase
- Axonopus pennellii G.A.Black
- Axonopus piccae Gir.-Cañas
- Axonopus poiophyllus Chase
- Axonopus polydactylus (Steud.) Dedecca
- Axonopus polystachyus G.A.Black
- Axonopus pressus (Steud.) Parodi
- Axonopus previpedunculatus Gledhill
- Axonopus pruinosum Henrard
- Axonopus pubivaginatus Henrard
- Axonopus purpusii (Mez) Chase
- Axonopus ramboi G.A.Black
- Axonopus ramosus Swallen
- Axonopus rosei (Scribn. & Merr.) Chase
- Axonopus rosengurttii G.A.Black
- Axonopus rupestris Davidse
- Axonopus scoparius (Flüggé) Kuhlm.
- Axonopus senescens (Döll) Henrard
- Axonopus siccus (Nees) Kuhlm.
- Axonopus steyermarkii Swallen
- Axonopus succulentus G.A.Black
- Axonopus suffultiformis G.Black
- Axonopus suffultus (J.C.Mikan ex Trin.) Parodi
- Axonopus sulcatus G.A.Black
- Axonopus surinamensis (Steud.) Henrard
- Axonopus triglochinoides (Mez) Dedecca
- Axonopus uninodis (Hack.) G.A.Black
- Axonopus villosus Swallen
- Axonopus volcanicus R.W.Pohl
- Axonopus yutajensis G.Black
- Axonopus zuloagae Gir.-Cañas